# Jánský vrch (České středohoří)
Jánský vrch je leucititový kopec v Českém středohoří s vrcholem v nadmořské výšce 340 metrů, který se nachází severně nad obcí Korozluky v okrese Most. Východně od kopce mezi sousedním vrchem Špičák (360 m) u vsi Dobrčice se nachází uzavřený lom, kde se na přelomu 80. a 90. let 20. století těžil porcelanit.
Na jižních a západních svazích Jánského vrchu se rozkládá stejnojmenná národní přírodní památka vyhlášená dne 25. září 1951 o rozloze 12 ha, která byla zřízena k ochraně sucho a teplomilné květeny.
Na vrchol ani do blízkosti chráněného území nevede žádná turisticky značená trasa.